# Clairvillia biguttata
Clairvillia biguttata là một loài ruồi trong họ Tachinidae.